# آلرامیکی

نشان خاندان آلرامیکی

آلرامیکی (انگلیسی: Aleramici)، یکی از خاندان فرانکی ایتالیا که در ناحیه پیمونت و لیگوریا مستقر و ساکن بودند.